# 鹿特丹北站
鹿特丹北站（荷蘭語：Station Rotterdam Noord），荷兰鹿特丹市北部的一个火车站，位于乌德勒支－鹿特丹铁路之上。

## 历史
鹿特丹北站建于1953年，车站设计师为Sybold van Ravesteyn。该车站于1953年10月4日开始营运。客运以荷兰国内城市为主。
鹿特丹北站也是鹿特丹有轨电车系统以及市内公交的一个站点。